# Castiglione Messer Marino

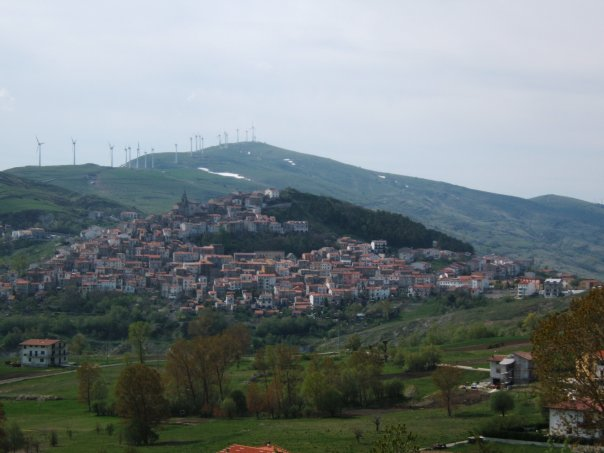
Castiglione Messer Marino

Castiglione Messer Marino (im lokalen Dialekt: lù Cuašt'gliaun) ist eine italienische Gemeinde (comune) mit 1465 Einwohnern (Stand 31. Dezember 2023) in der Provinz Chieti in den Abruzzen. Die Gemeinde liegt etwa 58 Kilometer südsüdöstlich von Chieti, gehört zur Comunità montana Alto-Vastese und grenzt unmittelbar an die Provinz Isernia (Molise).

## Geschichte
Die Gemeinde im unteren Apennin wurde erstmals 1027 urkundlich erwähnt.

## Persönlichkeiten
- Juan Manuel Fangio (1911–1995), Rennfahrer

## Gemeindepartnerschaften
- Balcarce, Provinz Buenos Aires (seit 2010)

## Verkehr
Durch die Gemeinde führt die Strada Statale 86 Istonia von Forlì del Sannio nach Vasto an der Adriaküste.